# Bugle (langue)
Pour les articles homonymes, voir Bugle (homonymie).
Le bugle, aussi appelé buglere, murire ou muoy, est une langue chibchane parlée au Panama et au Costa Rica.

## Écriture
| a | â | b | ch | d | e | ê | g | gw | i | î | j | jw | k | kw | l | ll | m | n | ng | ngw | ñ | o | ô | p | r | s | t | û | û |